# Le Dernier Avant-poste
Ne doit pas être confondu avec L'Avant-poste.
Le Dernier Avant-poste est le quatrième épisode de la première saison de la série télévisée Star Trek : La Nouvelle Génération. Il est diffusé pour la première fois le 19 octobre 1987 en syndication.

## Synopsis
Un vaisseau férengi est pris en chasse par l'USS Enterprise, après avoir volé une pièce d'équipement sur une base de la Fédération. Au cours de la poursuite, les deux vaisseaux sont retenus par une force mystérieuse émanant d'une planète voisine. Une partie de chaque équipage se téléporte sur place pour élucider ce mystère.

## Distribution
- Patrick Stewart (VF : Alain Choquet) : capitaine Jean-Luc Picard
- Jonathan Frakes (VF : Bernard Bollet) : commandeur William T. Riker
- Brent Spiner (VF : Jean-Pol Brissart) : lieutenant commandeur Data
- LeVar Burton (VF : Gérard Malabat) : lieutenant commandeur Geordi La Forge
- Michael Dorn (VF : Michel Blin) : lieutenant Worf
- Gates McFadden (VF : Valérie Jeannet) : Dr Beverly Crusher
- Marina Sirtis (VF : Anne Plumet) : conseiller Deanna Troi
- Colm Meaney (VF : Jean-Pierre Rigaux) : chef Miles O'Brien
- Denise Crosby (VF : Laurence Dourlens) : lieutenant Tasha Yar
- Wil Wheaton (VF : Nicolas Grossetête) : enseigne Wesley Crusher

## Diffusion
- États-Unis : 19 octobre 1987 en syndication